# Kelč
Kelč je město v okrese Vsetín ve Zlínském kraji, 11 km západně od Valašského Meziříčí. Etnograficky je centrem oblasti zvané Moravské Záhoří (také Hostýnské Záhoří) na rozhraní Hané a Valašska v záhorské pahorkatině. Městem protéká řeka Juhyně. Žije zde přibližně 2 700 obyvatel.

## Název
Původní podoba jména města (vesnice) byla Keleč (v mužském rodě) a byla odvozena od osobního jména Kelec či Kelek (v jehož základu je obecné kel – „mohutný zvířecí zub“). Význam místního jména byl „Kelcův/Kelkův majetek“. Z nepřímých pádů Kelče, Kelči vznikla nová podoba prvního pádu Kelč (spojená s přechodem do ženského rodu).

## Historie
První písemná zmínka pochází z roku 1131. Přesto je Kelč jedním z nejmladších měst České republiky, neboť teprve 1. července 1994 navrátil Parlament České republiky Kelči status města.
Nejstarší stopy pobytu člověka na území dnešní Kelče jsou z mladší doby kamenné. První dočasná sídla neolitických zemědělců vznikala cca 5000 let před naším letopočtem. Souvislé historické osídlení dnešní Kelče začíná někdy kolem roku 1000. V té době již byl na Strážném uložen poklad mincí a zlomkového stříbra, který nasvědčuje, že Kelč ležela na významné obchodní tepně. Kelč patří k významným archeologickým lokalitám okresu Vsetín. Historické jádro města je městskou památkovou zónou.
Velkého rozkvětu dosáhla Kelč ve 13. století za biskupa Bruna ze Šaumburku, kdy byl přeuspořádán celý dosavadní sídelní prostor města, založeno Nové město Kelč s novým náměstím. Kelč byla značně zpustošena za husitských válek v 15. století. Hospodářské postavení se začíná zlepšovat až od poloviny 16. století, kdy bylo zčásti sceleno původní biskupské panství, ale slibný rozkvět města ukončila třicetiletá válka v 1. polovině 17. století. Kelč byla několikrát vypleněna a vypálena nekatolickými poddanými ze sousedních "valašských panství", takže z původního počtu obyvatel zůstala v Kelči sotva pětina. Po třicetileté válce úpadek Kelče pokračoval, město přišlo o většinu svých privilegií a kleslo bezmála na úroveň obyčejné vsi. Roku 1750 dokonce biskup Ferdinand Troyer Kelči výslovně zakázal používat označení město. Status města se Kelči podařilo znovu prosadit až po dlouholetých sporech s olomouckými biskupy na konci 18. století.
Mezi lety 1869–1930 byla obec Kelč součástí okresu Hranice, od roku 1950 spadala pod tehdejší okres Valašské Meziříčí a od roku 1961 až do současné doby je Kelč součástí okresu Vsetín.

## Pamětihodnosti
- Zámek – renesanční stavba z 80. let 16. století, barokně v druhé polovině 17. století
- Kostel sv. Petra a Pavla – pozdně barokní architektura s empírovým interiérem a dalšími objekty areálu kostela (kalvárie, kaplička, budova fary)
- Kostel sv. Kateřiny – původně zámecká kaple z 16. století
- Rodný dům bratří Křičků
- Městský dům čp. 31 (později Brixův obchodní dům)
- Radnice – z počátku 17. století
- Barokní socha Jana Nepomuckého na náměstí
- Budova základní školy

## Kelečský poklad
„Když nemohl hospodář, musel se mnou náš Jenda. Bylo mu něco přes 14 let a byl malé postavy, že ho za pluhem ani vidět nebylo. Tehdy oral poprvé a těšilo ho, že už může zaskočit za tátu. Já jsem vedla krávy a syn držel pluh. Pln mladého zápalu ryl hluboko. Pojednou pluh na něco narazil. Náš člověk má stále pilno, tak jsem nechtěla zdržovat a táhla jsem pluh dál. Jenda však nedal, zastavil se a šel po příčině.“

Na podzim roku 1938 bylo na vrchu Strážné nad Kelčí objeveno při vyorávání brambor 14letým Janem Hradilem a jeho matkou množství stříbrných mincí a jejich fragmentů. Tento nález je označován jako Kelečský poklad. Celkem se jednalo asi o 1500 mincí a jejich částí a úlomků šperků. Váha nálezu byla 433g. Mezi mincemi se nacházely denáry z různých částí Evropy, dirham i Trajanův denár z Římského císařství. Nejmladšími mincemi byly české denáry Boleslava III. Část nálezu si nálezce ponechal, zbytek prodal nebo věnoval muzeím a soukromníkům.
V roce 1964 byl na místě nálezu slavnostně odhalen památník s plaketou s textem „Kelečský poklad 1002–1938“.
V letech 1989–1998 byla poblíž místa nálezu objevena další část pokladu.

## Galerie

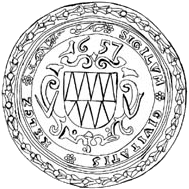
Pečeť města Kelč
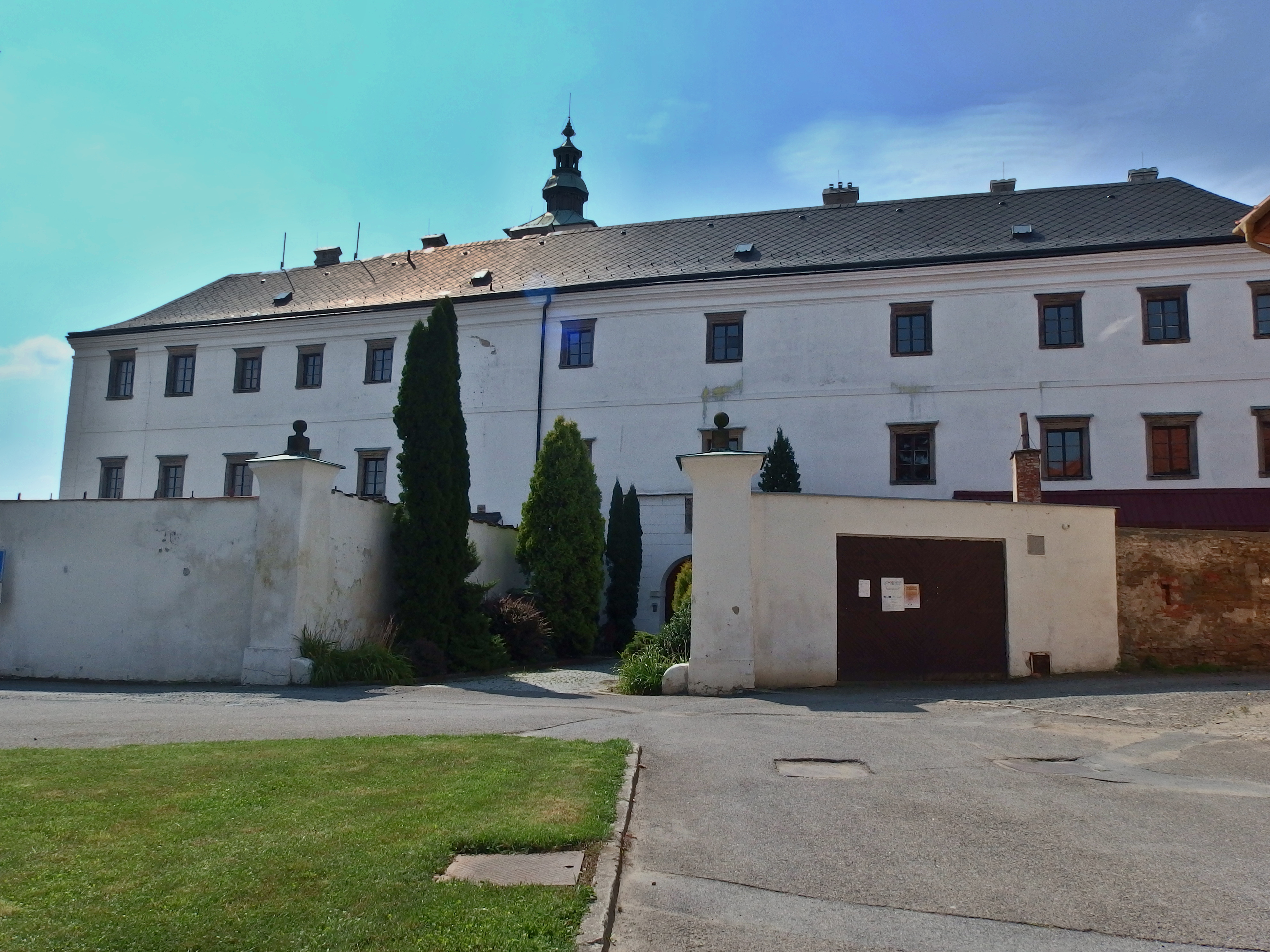
Zámek
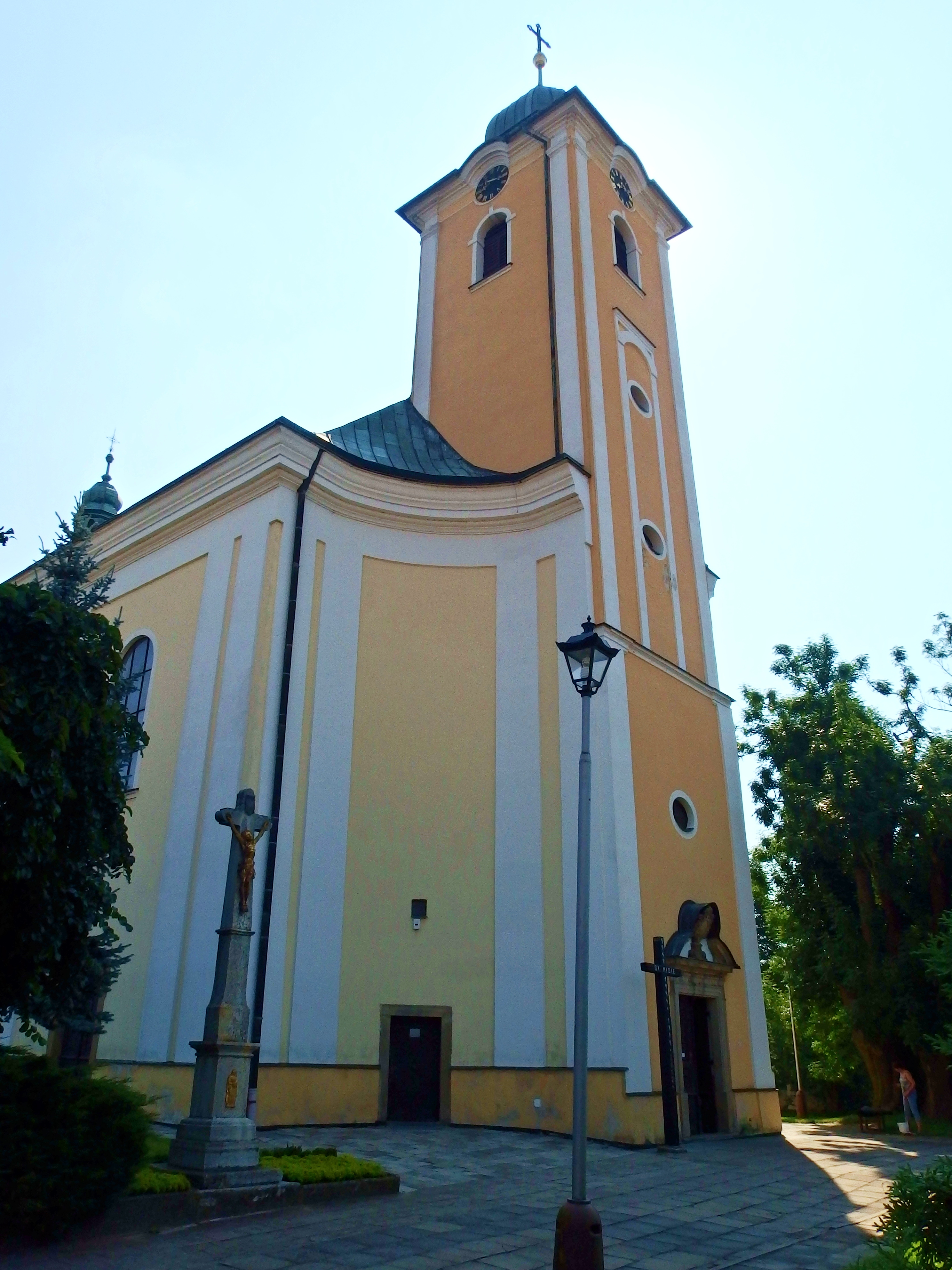
Kostel sv. Petra a Pavla
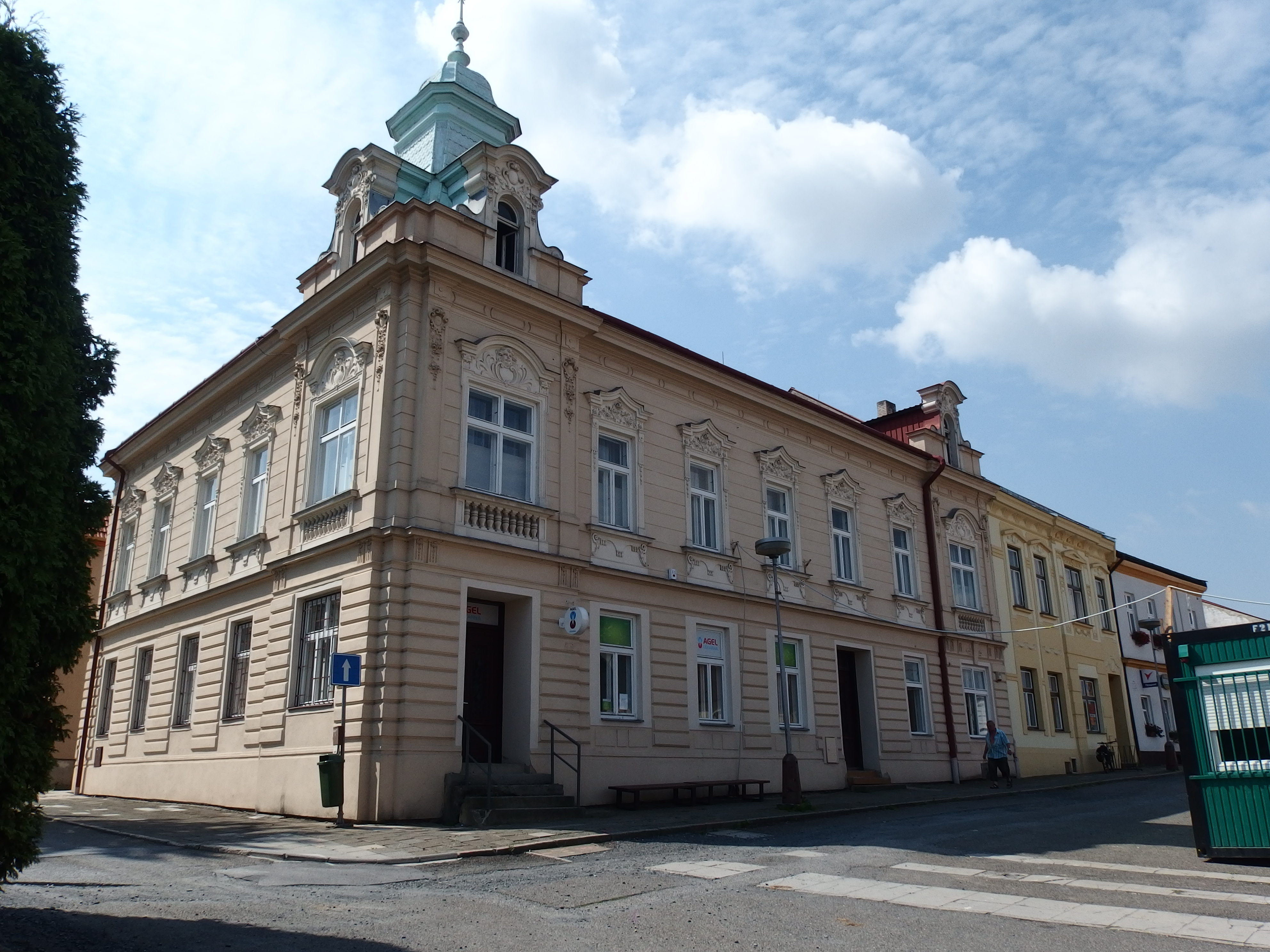
Historické domy na náměstí
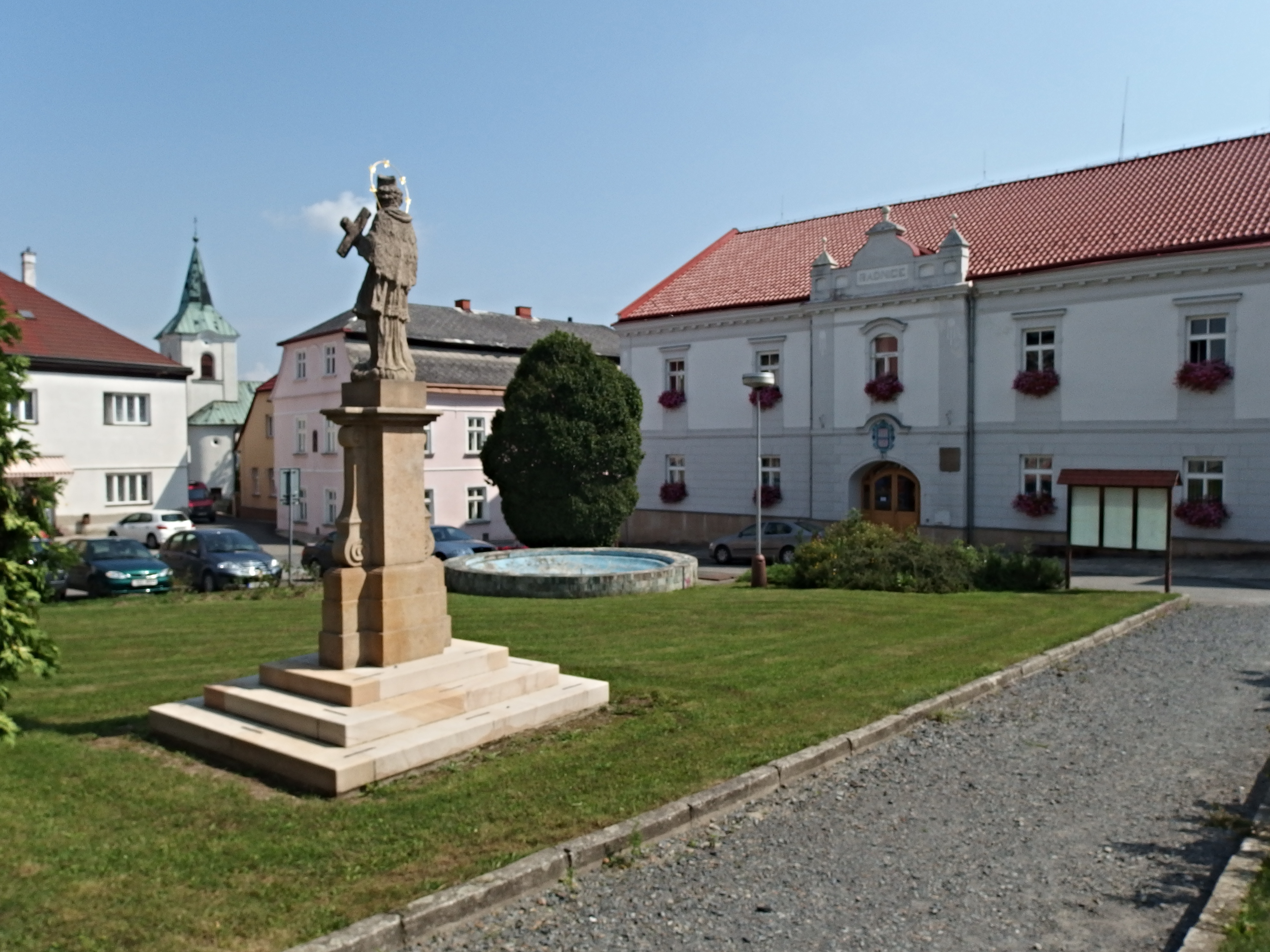
Část náměstí

## Části města
- Kelč (k. ú. Kelč-Staré Město a Kelč-Nové Město)
- Babice (k. ú. Babice u Kelče)
- Komárovice (k. ú. Komárovice)
- Lhota (k. ú. Lhota u Kelče)
- Němetice (k. ú. Němetice)

## Osobnosti
- Vlastimil Bubník (1931–2015), hokejista a fotbalista
- Tomáš Fryčaj (1759–1839), katolický kněz, buditel a spisovatel
- Johann Nepomuk Hofmann (1753–1831), humanista a opat kláštera v Žovkvě
- Metoděj Jahn (1865–1942), prozaik a básník
- Vojtěch Jasný (1925–2019), česko-americký scenárista, filmový režisér a vysokoškolský pedagog. Do Kelče je zasazen děj jeho oceněného filmu Všichni dobří rodáci (natáčel se však v Bystrém).
- Jaroslav Křička (1882–1969), hudební skladatel, dirigent, organizátor, pedagog a publicista
- Petr Křička (1884–1949), středoškolský profesor, knihovník, básník
- František Pastrnek (1853–1940), jazykovědec a slavista
- Leopold Prečan (1866–1947), katolický teolog a kněz – 11. arcibiskup olomoucký a metropolita moravský, asistent papežského trůnu
- Svatopluk Skládal (1926–1992), herec
- František Tomášek (1899–1992), kardinál, katolický kněz, pedagog a teolog, apoštolský administrátor pražské arcidiecéze a 34. arcibiskup pražský a primas český